# Riada del camping de Biescas
La riada del camping de Biescas ocurrió el 7 de agosto de 1996, cuando una crecida extraordinaria y súbita del barranco de Arás arrasó el camping Las Nieves, situado sobre el cono de deyección, en su desembocadura en el río Gállego, a poco menos de un kilómetro aguas abajo de Biescas, en la provincia española de Huesca. Murieron 87 personas y 187 resultaron heridas.

## Introducción

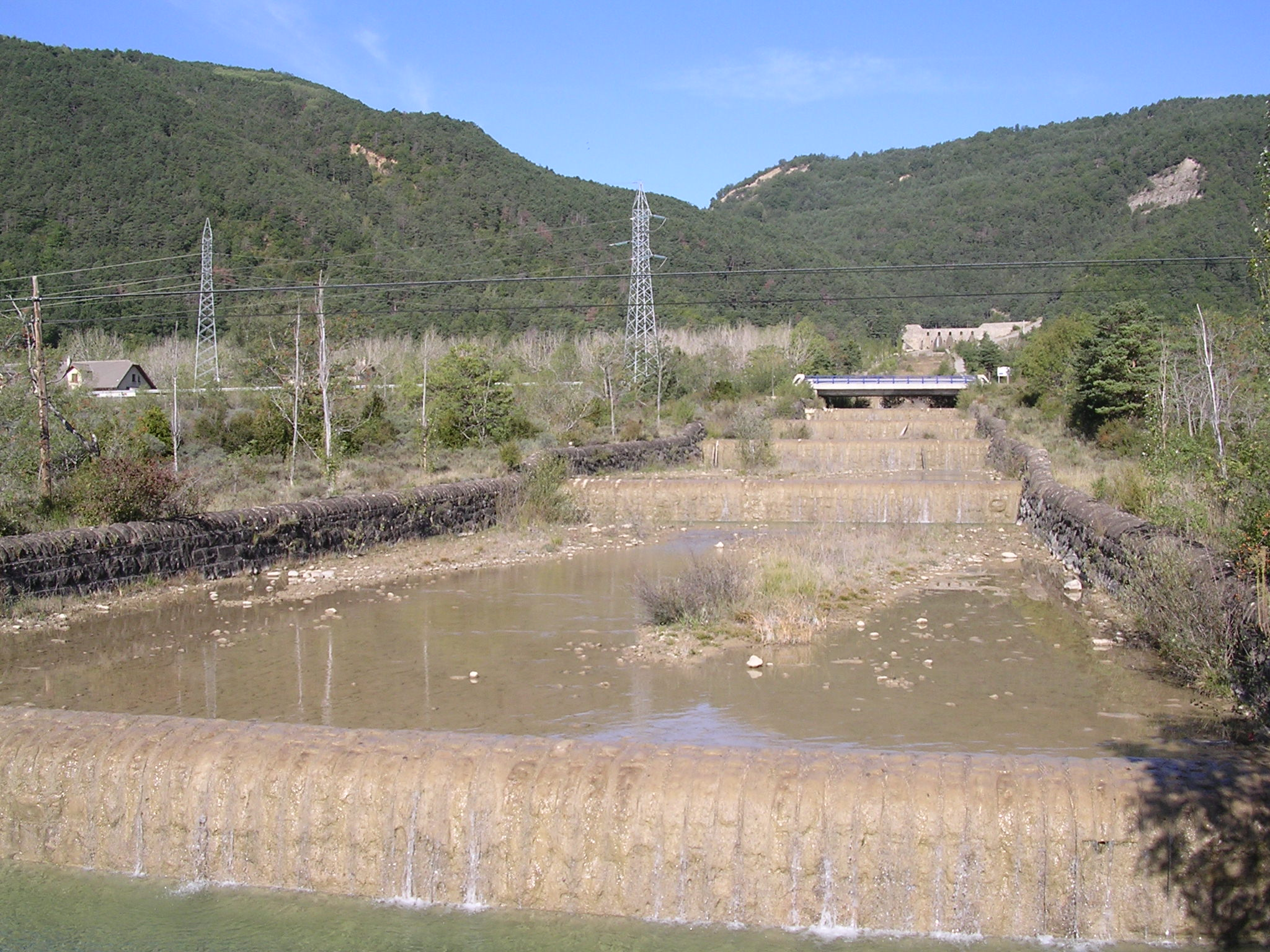
Antiguo encauzamiento escalonado en el cono de deyección del torrente de Arás. En la parte izquierda de la imagen se observa el edificio del camping Las Nieves. Al fondo se aprecia la masa repoblada a principios del s. XX

Nuevo encauzamiento construido en el cono de deyección, con mayor capacidad que el original que ha sido restaurado

La cuenca vertiente y el cauce del torrente de Arás habían sido objeto de repoblación y encauzamiento, lo que se denomina "restauración hidrológico-forestal". Los trabajos comenzaron en la década de 1910 para proteger la carretera de Francia y evitar que los arrastres colmataran el embalse de La Peña, entonces en construcción. Consistieron fundamentalmente en repoblaciones forestales en las laderas, combinadas con técnicas de retención de suelos frente a la erosión (pequeñas empalizadas de ramillas de sauce sobre estacas de boj construidas manualmente), y en la construcción de diques de retención de sedimentos de mampostería hidráulica en los cauces.
En 1996 las repoblaciones forman un tapiz denso de árboles sin apenas sotobosque. Los diques se encontraban colmatados y colonizados por la vegetación de ribera.

## El suceso
Las administraciones públicas, obviando los informes negativos de los técnicos, autorizaron la construcción del camping en el cono de deyección del torrente suponiendo erróneamente que la intervención hidrológico-forestal y el encauzamiento escalonado existente en el abanico aluvial garantizarían su seguridad. Sin embargo el fatídico día se produjo una gran tormenta en la cabecera del barranco, con precipitaciones que los técnicos situaron entre 200 y 250 mm, con unos ocho minutos en los que la intensidad pudo llegar a 500 mm/hora. La precipitación registrada en Biescas fue de 160 milímetros. Las mayores intensidades de lluvia se registraron en la cabecera del barranco de Betés (afluente del torrente de Arás), un pequeño arroyo que discurría entre praderías y bosques. El gran caudal de la avenida excavó un nuevo cauce de tremendas dimensiones. La tragedia fue agravada o causada por la acumulación de materiales en las cerca de 40 presas de retención de sedimentos existentes en la cuenca y que el agua se llevó por delante.
Las proporciones de la riada en el cono de deyección fueron dramáticas. Un importante volumen de agua cargado de troncos y rocas bajó por el barranco, para arrasar el camping sin respetar el canal que se le había preparado al agua. Las estimaciones realizadas por diversos autores son dispares y sitúan la riada entre 200 y 500 metros cúbicos por segundo de agua, muy por encima de los 100-120 m³/s de capacidad del canal artificial, que arrastró al menos 68 000 m³ de materiales procedentes de la destrucción de las casi 40 presas de retención de sedimentos; es decir, entre 122 000 y 136 000 toneladas. Esta avenida corresponde a un periodo de retorno de alrededor de 200 años, aunque ya en la década de los años 1920 hubo otra riada similar en el mismo lugar.
Un piloto militar del Ejército, Arma de Ingenieros, tomó una serie de 15 fotografías desde 9000 pies de altitud. Analizando las fotografías calculó que la zona de recogida de la lluvia fueron unos 8 km², con un terreno de fondo rocoso y alto índice de escorrentía, lo que pudo suponer un volumen de agua próximo a los 50.000 m³. El agua fluyó por el barranco de Arás, con una caída de 300 metros de desnivel, desplazando rocas de 10 toneladas. Aparecieron cadáveres a 17 km de distancia en un embalse aguas abajo, en Sabiñánigo. La jueza del Juzgado de Instrucción n.º 1  de Jaca archivó el caso con 87 muertos y 187 heridos, empezando un auténtico calvario para los heridos y familiares de los fallecidos. Hasta un pastor entrevistado dijo cuando vio que llovía tanto: «Estando yo recogiendo mis cabras pensé: qué mal lo van a pasar los del camping».
El Estado y Administraciones públicas fueron condenados al pago de 2000 millones de pesetas. En 2006, cerca del 30% de las indemnizaciones seguían sin ser reclamadas.
Es de destacar que, gracias a las repoblaciones forestales existentes, no se produjo una erosión en las laderas, por lo que se redujo el aporte de caudales sólidos. El aumento de los fenómenos de interceptación e infiltración frente a los de escorrentía superficial que supuso la existencia de la masa forestal, supuso, asimismo, una reducción de los caudales líquidos.
Los diques existentes en los cauces fueron literalmente barridos por la riada.

## Riesgo anunciado
A pesar de las opiniones contrapuestas sobre el supuesto periodo de retorno de 500 años, lo cierto es que en octubre de 1913 y junio de 1929 hubo otras riadas similares, en este último caso con un fallecido al arrastrar la riada al coche de línea de "La Hispano Tensina".
Aunque la intervención hidrológico-forestal pudo reducir la magnitud de la riada, en ningún caso debería haberse considerado una solución suficiente a los riesgos naturales de inundación, y más en un cono de deyección.[cita requerida]
Sin embargo, el camping se ubicaba en el cono de deyección de un torrente de grandes dimensiones y altura muy peligroso que en el pasado había mostrado una potentísima dinámica torrencial, como muestran las dimensiones de su cono de deyección y las estructuras geológicas originadas por la erosión (las Señoritas de Arás) existentes en la cuenca. Este hecho debería haber sido motivo suficiente para que no hubiera sido ubicado allí un camping.[cita requerida]
Por todo ello, el funcionario del Servicio de Conservación del Medio Natural (COMENA) del Gobierno de Aragón, Emilio Pérez de Bujarrabal, ingeniero de montes, había emitido un informe negativo a la instalación del camping.

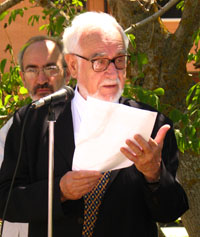
Pedro Montserrat Recoder, el 29 de junio de 2005

 Además, el científico, botánico y ecólogo Pedro Montserrat Recoder, investigador del Instituto Pirenaico de Ecología-CSIC, alertó en 1988 de la peligrosidad de ubicar una instalación en un cono de deyección donde se producen perturbaciones periódicas, tal como señala la presencia de un arbusto espinoso, el espino amarillo (Hippophae rhamnoides). Sus palabras sobre este escambrón de hoja plateada fueron: "allí compite con las sargas y rosales, penetrando en los conos de barrancos laterales como el de Arás que ahora se pretende urbanizar. Es mata de mal agüero, de ambiente torrencial, de rambla indómita que algún día volverá por sus fueros; quisiera ser mal profeta" (página 272 del tomo 6 de la Enciclopedia Temática Aragonesa, 1988).
En la página 211 de la misma obra advierte, refiriéndose a esta planta: "Vale la pena fijarse en ella porque le debemos la defensa de los suelos inestables, unos pedregales inhóspitos, y ha servido para recolonizar el cono de deyección en el barranco de Arás, bajo el Sobremonte, fijando lo inestable, algo que cualquier día puede volver a bajar enterrando la urbanización proyectada (se refiere al camping). Hay lugares peligrosos y nuestra planta cicatriza las heridas del paisaje, pero su presencia debe alertarnos."

## La sentencia
A finales de 2005 la sala de lo contencioso-administrativo de la Audiencia Nacional señaló al Estado (Confederación Hidrográfica del Ebro) y a la Diputación General de Aragón como responsables de la tragedia, condenados a indemnizar con 11 265 987 de euros a las víctimas del Camping "Las Nieves".

## La segunda intervención hidrológica del torrente
La trágica riada supuso la desaparición de los diques de retención de sedimentos de la primera restauración. Sin embargo, las masas repobladas tuvieron un buen comportamiento de protección del suelo. Así, pese a las grandes intensidades de lluvia registradas, no se produjo erosión en las laderas.
Tras la tragedia se destinaron grandes sumas a una nueva intervención hidrológica en el torrente de Arás. La necesidad y oportunidad de esta actuación resulta más que dudosa,[cita requerida] ya que las laderas estaban estabilizadas y la cubierta forestal es homogénea y no había sufrido daños con la tormenta.

## Mejoras
El camping ha cambiado su nombre y su ubicación. Actualmente se sitúa en el cono de deyección del cercano torrente del Arratiecho, cuyo lecho fue hormigonado y encauzado a principios del siglo XX, contemporáneamente al torrente de Arás.
La cuenca de este torrente es considerablemente menor que la del de Arás, pero las pendientes de sus cauces y laderas son mucho más pronunciadas. En la repoblación forestal se aprovecharon los muros de piedra ya existentes. A pesar del tiempo transcurrido, las repoblaciones en el torrente de Arás y el del Arratiecho sólo son densos pinares, acompañados de un pobre cortejo florístico en el que sólo hay boj, espinos, etc.
Al igual que en el caso del torrente de Arás, las actuaciones forestales existentes en el torrente del Arratiecho reducen pero no eliminan[cita requerida] los grandes riesgos inherentes a los conos de deyección de unos torrentes que en su día mostraron una actividad torrencial de gran potencia.
Por otra parte, el profesor Montserrat ha advertido recientemente de la peligrosidad y el riesgo que supone el deslizamiento de la ladera izquierda del embalse de Yesa sobre poblaciones como Sangüesa, por haber sido destruido el quejigal que protegía la montaña.
Es de destacar también que la población de Escuer (también en Biescas) se asienta sobre otro cono de deyección situado en la margen derecha del río Gállego, aguas abajo de la desembocadura del torrente de Arás.